# Nikola Pilić
Nikola Pilić (Split, 27. kolovoza 1939.) je bivši hrvatski tenisač i teniski trener. Podrijetlom iz Miljevaca pokraj Drniša.

## Životopis
Rođen u Splitu od roditelja Krste Pilića i Danice Tomić-Ferić. Tenis je zaigrao na zemljanim terenima teniskog kluba na Firulama, usporedno učeći brodogradnju na srednjoj školi u Splitu. Poslije mature pokušao je upisati višu školu u Zagrebu, ali nije udovoljio upisnim kriterijima završio je u Novom Sadu gdje je upisao višu upravnu školu.

### Igračka karijera
U karijeri je odigrao 378 profesionalnih susreta s omjerom od 210 pobjeda i 168 poraza, osvojio je 3 turnira, a najbolji plasman na međunarodnoj ljestvici bilo mu je 12. mjesto (31. listopada 1973.). Igrao je jedno finale Grand Slam-a u singlu, kada je na French Openu 1973. godine izgubio od Iliea Năstasea 3:6, 3:6, 0:6. A osvojio je US Open 1970. godine u paru s Francuzom Pierreom Barthèsom, pobijedivši australski par Roy Emerson/Rod Laver 6:3, 7:6, 4:6, 7:6. Osam godina prije, bio je finalist Wimbledona 1962. u muškim parovima igrajući zajedno s Borom Jovanovićem. Izgubili su od Južnoafrikanca Boba Hewitta i Australca Freda Stollea 6:2, 5:7, 6:2, 6:4. 
1963. je osvojio zlato na Mediteranskim igrama u paru igrajući s Borom Jovanovićem.
Jedan od "Pristojne osmorice" ("Handsome Eight": Dennis Ralston, John Newcombe, Tony Roche, Cliff Drysdale, Earl Buchholz, Niki Pilić, Roger Taylor and Pierre Barthès), prvi turnir WCT-a održan je siječnja 1968. u Sydneyu, Australija i bodovanje je bilo po sustavu VASSS. Prema športskom piscu Rodu Humphriesu, ovaj je događaj bio na brzinu organiziran turnir održan na parkiralištu televizijskog studija Channela 7 u Eppingu, a pobijedio je Tony Roche.

### Wimbledonski bojkot
Pilić je bio središnja osoba poznatog Wimbledonskog bojkota 1973. godine. Te je godine Teniski savez Jugoslavije (TSJ), uz navode da je Pilić odbio igrati za reprezentaciju na Davisovom kupu, iako je on to zanijekao, suspendirao Pilića iz svih natjecanja, što je tadašnja svjetska teniska organizacija prihvatila, pa Pilić nije smio igrati velike međunarodne turnire, kao ni Wimbledon. U znak protesta zbog suspenzije, 81 Pilićev kolega profesionalnih tenisača, uključujući 13 od 16 najbolje plasiranih u to vrijeme, bojkotirali su Wimbledonski turnir.

### Sportaš godine
1962. u paru s Borom Jovanovićem, te 1964. i 1967. osobno, bio je proglašen najboljim sportašem godine u Hrvatskoj prema izboru Sportskih novosti.

### Trenerska karijera
Kao trener njemačkih tenisača s Borisom Beckerom i Michaelom Stichom je 1988. i 1989. a 1993. osvojio Davisov kup.
Bio je trener i u najvećem uspjehu hrvatske teniske reprezentacije 2005. godine, kada je postala tek 12. reprezentacija u povijesti i prvi ne-nositelj koji je osvojio Davisov kup.
Finalni susret igrao se u glavnom gradu Slovačke u Bratislavi od 2. – 4. prosinca 2005., gdje je Hrvatska u sastavu Mario Ančić, Goran Ivanišević, Ivo Karlović, Ivan Ljubičić; trener Nikola Pilić, pobijedila Slovačku (Karol Beck, Karol Kučera, Dominik Hrbatý, Michal Mertiňák; trener Miroslav Mečíř) 3:2.
Radio kao savjetnik teniske reprezentacije Srbije.